# Томи Флауерс
Томас Харолд „Томи“ Флауерс (22. децембар 1905—28. октобар 1998) је био енглески инжињер. Изумитељ је Колоса (енгл. Colossus), једног од првих електронских дигиталних рачунара, чији је задатак био разбијање немачких шифрованих порука током Другог светског рата. Употреба Колоса је, према проценама, скратила рат за две године. Признање за свој рад Флауерс је добио тек након 1970. године, када су заслуге њега и његових колега откривене јавности.

## Детињство и младост
Томи Флауерс је рођен 22. децембра 1905. године у Лондону. Отац му је био зидар. Анегдота из Флауерсовог детињства сведочи о његовој заинтересованости за технику од најраније доби — када му је речено да је добио сестру, одговорио је да би више желео конструкторски сет „Мекано“ (Meccano).
Након завршетка школе, четири године се учио механичком инжењерству у Краљевском арсеналу, а истовремено је студирао на Лондонском универзитету. Дипломирао је 1926. године, а потом се запослио у телекомуникацијском огранку Опште поштанске службе (General Post Office). Године 1930. прешао је у инстраживачку станицу поштанске службе у Долис Хилу (северозападни Лондон), у којој је радио на експерименталним решењима за телефонске системе на велику даљину.
Флауерс се 1935. године венчао са Ајлин Маргарет Грин. Имали су два сина, Кенета и Џона.

## Служба у Другом светском рату
Блечли парк је имање око 43 километара удаљено од Лондона, на којем су током Другог светског рата биле стациониране британске снаге за пресретање и декодирање немачких шифрованих порука. Флауерс је први пут дошао у контакт са запосленима у Блечлију 1941. године преко Алана Тјуринга, једног од најзаслужнијих за дешифровање порука немачке машине „Енигме“. Иако тешња сарадња између Тјуринга и Флауерса није заживела, овај га је две године касније препоручио Максу Њумену, одговорном за разбијање кодова машине „Лоренц“. Њумену је била потребна аутоматизација процеса дешифровања, која би, да се радила ручно, трајала више недеља, што би поруку учинило безвредном.
„Робинсон“, машина за декодирање Лоренца, већ је постојала. Међутим, њена поузданост није била на највишем нивоу, због проблема око синхронизације две траке које је садржала. Флауерс је предложио замену једне траке великим бројем вакуумских цеви, што је тада била револуционарна идеја. Све дотадашње машине садржале су највише 150 таквих цеви, док је Флауерс предлагао 1500. Стога је његова замисао дочекана са скептицизмом, али је он успео да убеди челнике Блечлија да би машина добро функционисала. Када је, међутим, упитан колико би времена требало за конструисање такве машине, одговорио је годину дана, што је било неприхватљиво дуго времена, те је пројекат одбијен.
Убеђен да би његова машина боље функционисала од Робинсон-а, Флауерс је ипак одлучио да је направи, уложивши доста сопственог новца. Радио је у својој дугогосишњој истраживачкој станици у Долис Хилу. Прототип је био готов децембра 1943. године. Тежио је тону и заузимао већи део просторије у Блечлију, те је назван Колосом (Марк I). Радио је пет пута брже од Робинсон-а, те је са одушевљењем прихваћен. Био је то први рачунар који је могао да се програмира.
До 1945. десет Колоса је било у употреби. Убрзо после Марк-а I, Флауерс је конструисао и Марк II, који је имао 2500 вакуумских цеви и радио пет пута брже од прототипа. Након рата, Колоси су размонтирани, а алгоритми по којима су радили се и данас чувају у тајности.

## Каснији живот
Флауерс је за свој рад награђен са 1000 фунти након завршетка рата. Ради безбедности, информације о свему што су његове колеге и он постигли морале су да се чувају у тајности, те чак ни Флауерсова породица није знала детаље његове службе за Блечли парк.
Све до 1964. године Флауерс је наставио да ради за Општу поштанску службу. Залагао се за модернизацију постојећих система, желећи да уведе електронизацију и дигитализацију. Међутим, није успео да убеди челнике Поште, јер му је било забрањено да говори о свом ранијем раду на таквим системима. Последњих пет година свог радног века, до 1969, Флауерс је провео у Међународном телеграфу и телефонији (International Telegraph and Telephone).
Године 1970. рад Томија Флауерса откривен је јавности. Тек тада је дошао до изражаја његов допринос напретку рачунарске технологије. До краја живота добио је бројна признања, као што су почасни докторати на Њукаслском универзитету и Де Монтфорт универзитету у Лестеру. Говорило се и да је био виђен за титулу витеза (члан Реда Британске империје постао је још 1943. године). На несрећу, Флауерс је није дочекао. Преминуо је у Лондону, 28. октобра 1998. године, од срчаног застоја. Имао је 92 године.